# 蒙索拉拜
蒙索拉拜（法語：Monceaux-l'Abbaye，法語發音：[mɔ̃so labei]）是法国瓦兹省的一个市镇，属于博韦区。

## 地理
蒙索拉拜（49°39'4"N, 1°47'31"E）面积4.57 平方千米，位于法国上法蘭西大區瓦兹省，该省份为法国北部内陆省份，北起索姆省，西接厄尔省和滨海塞纳省，南至塞纳-马恩省和瓦兹河谷省，东临埃纳省。
与蒙索拉拜接壤的市镇（或旧市镇、城区）包括：布拉尔日、布夫雷斯、莫利安、圣阿尔努、福尔默里。

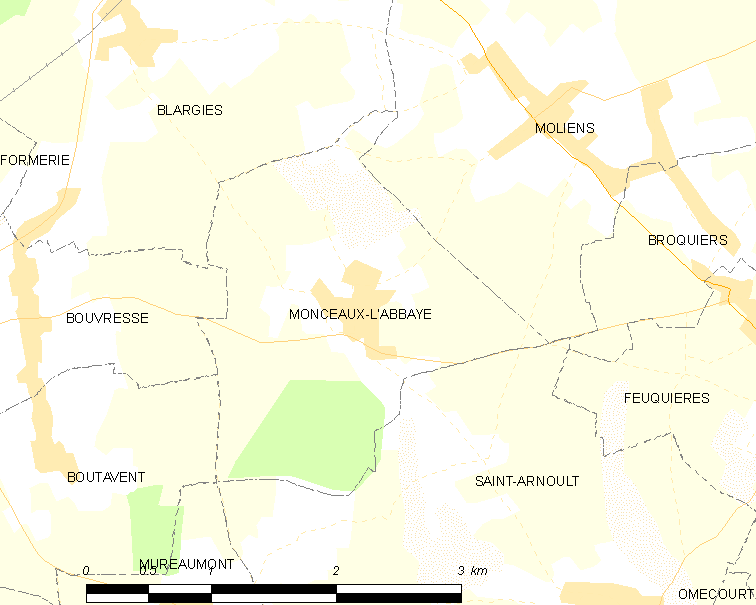
蒙索拉拜的OSM定位图

蒙索拉拜的时区为UTC+01:00、UTC+02:00（夏令时）。

## 行政
蒙索拉拜的邮政编码为60220，INSEE市镇编码为60407。

## 政治
蒙索拉拜所属的省级选区为格朗维利耶县。

## 人口

1962-2008年间蒙索拉拜人口变化图示

蒙索拉拜于2022年1月1日时的人口数量为218人。